# Бондарев, Матвей Арсентьевич
Матве́й Арсе́нтьевич Бо́ндарев (6 апреля 1913 — 24 января 1945) — участник Великой Отечественной войны, Герой Советского Союза (посмертно) за подвиг при форсировании реки Одер.

## Биография
Родился 6 апреля 1913 года в деревне Высокое (ныне — Знаменского района Орловской области) в семье крестьянина. По национальности — русский. В 30-е годы семья Бондаревых из Орловской области переехала в посёлок Дзержинского Московской области.
Получив начальное образование, работал продавцом. В 1935 году был призван Орловским городским военкоматом в ряды Красной Армии на срочную службу. В 1938 году окончил курсы младших лейтенантов. В 1940 году вступил в КПСС.
С июня 1941 года — участник Великой Отечественной войны. 27 декабря 1941 года у пгт Тим Курской области получил своё первое ранение из четырёх. В 1942 году командовал батареей в 32-м гвардейском артиллерийском полку под Сталинградом. Летом 1943 года участвует в Белгородско-Харьковской наступательной операции. 12 июля под Белгородом получает ранение, а 8 августа в районе Берёзовки Белгородской области, отражая наступление на его батарею до двух батальонов пехоты противника. 8 декабря 1943 года отражал контратаки противника в районе хутора Шевченко Кировоградской области Украины. 21 января 1945 года в районе села Крайцбург Опольского воеводства Польши принял решение навязать бой разбитой немецкой части, пробиравшейся в ночное время к своим, и вышел победителем. 24 января 1945 года заместитель командующего дивизиона 32-го гвардейского артиллерийского полка (13-я гвардейская стрелковая дивизия, 5-я гвардейская армия, 1-й Украинский фронт) гвардии капитан Бондарев совершил подвиг при форсировании реки Одер северо-западнее города Бриг (ныне Бжег, Польша). Переправившись вместе с боевыми подразделениями на вражеский берег, в ходе боя за плацдарм он успешно управлял с наблюдательного пункта огнём артиллерии. Будучи окружённым на наблюдательном пункте, он трижды вызывал огонь на себя и погиб в этом бою.
Погибшего Героя похоронили на западной окраине населённого пункта Шайдельвитц, в 4 км севернее города Бжег (Польша). В послевоенные годы польские власти перезахоронили останки на кладбище воинов Советской армии в городе Ключборк (улица Опольска) в могилу № 102.

## Память
- В районном центре пгт Хотынец Орловской области установлен бюст Героя, а так же названа одна из улиц.
- Именем Бондарева названа улица в г. Дзержинский Московской области (где с довоенных времён жила его семья)[2]. На доме по адресу ул. Бондарева, 1 ему установлена мемориальная доска[3], где указано:

«Улица имени Героя Советского Союза Бондарева М. А. Гвардии капитан Матвей Арсентьевич Бондарев посмертно удостоен звания Героя Советского Союза в 1945 г. за подвиг, совершенный его дивизионом при переправе через Одер во время Висло-Одерской операции»
- В селе Узкое Знаменского района Орловской области установлен памятный знак М. Бондареву.

## Награды
- Медаль «За оборону Сталинграда».
- Орден Красной Звезды.
- Орден Отечественной войны II степени от 18 января 1944 года.
- 10 апреля 1945 года Бондареву М. А. посмертно было присвоено звание Героя Советского Союза с вручением Ордена Ленина.